# Michael Novak
Michael Novak (Johnstown, 9 settembre 1933 – Washington, 17 febbraio 2017) è stato un filosofo, giornalista e scrittore statunitense.

## Biografia
Michael Novak è considerato un maestro del pensiero cattolico americano. Filosofo conservatore, scrisse saggi e articoli su varie riviste incentrati sul capitalismo, la religione, e le politiche di democratizzazione. Per anni ha diretto la cattedra di religione, filosofia e politiche pubbliche presso l'American Enterprise Institute. La sua opera più nota è Lo spirito del capitalismo democratico (1982).
Tra i maggiori studiosi contemporanei del rapporto fra liberalismo e cattolicesimo, ha indagato la possibilità di instaurare un rinnovato legame tra lo spirito dell’imprenditorialità o d’iniziativa economica e la moderna Dottrina sociale della Chiesa cattolica, inaugurata dalle encicliche sociali di Giovanni Paolo II.
È stato consigliere del Presidente Ronald Reagan, il quale lo ha nominato ambasciatore degli Stati Uniti alla Commissione delle Nazioni Unite sui diritti dell'uomo (1981 e 1982) e ha guidato la delegazione degli Stati Uniti alla Conferenza sulla sicurezza e la cooperazione in Europa (1986).
È morto a Washington il 17 febbraio 2017.
Michael Novak è stato sposato con Karen Laub-Novak, dalla quale ha avuto tre figli: Richard, Tanya e Jana.

## Premi e riconoscimenti
- Nel 1992 è stato insignito del premio Anthony Fisher per l'opera Lo spirito del capitalismo democratico e il cristianesimo;
- Nel 1993 ha ricevuto una laurea ad honorem presso l'Universidad Francisco Marroquín in riconoscimento del suo impegno per l'idea di libertà;
- Nel 1994 è stato insignito del Premio Templeton per il progresso della religione[2].

## Pensiero
Il pensiero politico di Novak si inquadra nella società americana, massima espressione del capitalismo occidentale, che egli declina in termini democratici (capitalismo democratico: Giovanni Reale e Dario Antiseri). Egli tenta un compromesso tra lo spirito evangelico del cattolicesimo, ispirato al pauperismo, e lo spirito del capitalismo che condiziona la vita degli Americani e di più della metà del mondo (nel tempo della Guerra Fredda). Lo fa riformulando in termini religiosi le concezioni più tipiche del liberalismo e del liberismo (con temi che si rifanno, ad esempio, alle tesi espresse dalla favola delle api di Mandeville, sostenendo la tesi che l'altruismo sociale è un derivato dell'egosimo individuale). L'importanza di Novak è dovuta non solo al fatto di inserire il cattolicismo nella società capitalistica americana, ma anche al fatto che, da un lato il modello di produzione capitalistica è risultato storicamente vincente (dato l'esito della Guerra Fredda e il tramonto del comunismo storico), dall'altro il capitalismo, oltre ad essere un sistema economico (Novak sostiene la tesi che esso non è il migliore del mondi possibili, ma è risultato almeno il sistema migliore, o più accettabile, pur con tutti i suoi difetti), è anche un sistema di disciplina dei comportamenti umani, per cui esso risulta essere non solo non utopistico, ma anche socialmente, e quindi storicamente opportuno e necessario. Di qui la necessità per il cristianesimo, che deve tentare una critica di questo modello, per cercare di migliorarlo e superarne i difetti, anche di adattarsi ad esso, in prospettiva realistica e evolutiva. 
In una sua intervista con Ennio Caretto, pubblicata sul Corriere della Sera il 4 gennaio 2014, Novak dichiara che (Papa) Francesco è il Papa dei poveri, degli ammalati, di coloro che hanno bisogno. La Chiesa può risollevarsi non solo spiritualmente ma anche materialmente, sebbene in piccola misura, perché il Papa invoca anche maggiori giustizia e ridistribuzione della ricchezza … Papa Francesco si è dimostrato un fedele interprete dell'insegnamento di Cristo. Ma il XX secolo è stato forse il secolo che ci ha dato il massimo numero di martiri cattolici dai tempi dell'Impero Romano. Cattolici che hanno portato il Vangelo là dove rischiavano la vita, come mio fratello Richard, un sacerdote ucciso 50 anni or sono in quello che oggi è il Bangladesh. Cattolici che si identificherebbero con lui.

## Opere
Michael Novak fu autore di più di venticinque libri sulla filosofia e la teologia della cultura. La prima monografia in lingua italiana sul pensiero e le opere di Novak è stata realizzata dallo studioso Flavio Felice, pubblicata nel 2022 dalla casa editrice dell'Istituto Bruno Leoni. 

### Testi originali
- The Tiber was Silver (racconto, 1962).
- The Open Church (1964, 2002)
- Belief and Unbelief, a Philosophy of Self-Knowledge (1965; terza edizione: 1994).
- Naked I Leave (racconto, 1970).
- The Experience of Nothingness (1970; edizione corretta ed ampliata: 1998).
- Rise of the Unmeltable Ethnics (1972).
- Joy of Sports (1976, 1994)
- The Spirit of Democratic Capitalism (1982).
- The New Consensus on Family and Welfare: A Community of Self-Reliance (Novak et al.') (1987).
- Ascent of the Mountain, Flight of the Dove
- Character and Crime
- On Cultivating Liberty
- The Fire of Invention
- The Guns of Lattimer
- Choosing Presidents
- A Free Society Reader
- Three in One
- Moral Clarity in a Nuclear Age (1983)
- Toward the Future
- Catholic Social Thought and Liberal Institutions (1984, 1989)
- Will it Liberate (1986)
- Free Persons and the Common Good (1988)
- This Hemisphere of Liberty (1990, 1992)
- The Catholic Ethic and the Spirit of Capitalism (1993)
- Business as a Calling (1996)
- Tell Me Why (1998)
- On Two Wings: Humble Faith and Common Sense at the American Founding (2001)
- Universal Hunger for Liberty: Why the Clash of Civilizations is Not Inevitable (2004)
- Washington's God: Religion, Liberty, and the Father of Our Country (with Jana Novak) (2006)
- No One Sees God: The Dark Night of Atheists and Believers (2008)
- All Nature is a Sacramental Fire: Moments of Beauty, Sorrow, and Joy (2011)
- Living the Call: An Introduction to the Lay Vocation (con William E. Simon) (2011)
- The Myth of Romantic Love and Other Essays (con Elizabeth Shaw) (2012)
- Writing from Left to Right: My Journey From Liberal to Conservative (2013)

### Opere in italiano
- Lo spirito del capitalismo democratico e il cristianesimo, Studium, 1987
- L'etica cattolica e lo spirito del capitalismo, Edizioni di Comunità, 1994
- Verso una teologia dell'impresa, Liberilibri, Macerata 1997
- Questo emisfero di libertà. Una filosofia delle Americhe, Liberilibri, Macerata 1997
- L'impresa come vocazione, Rubbettino, Roma 2000
- Spezzare le catene della povertà. Saggi sul personalismo economico, Liberilibri, Macerata [2000] 2001
- Cattolicesimo, Liberalismo, Globalizzazione (con Robert Sirico, Dario Antiseri e Flavio Felice), Rubbettino, Roma 2002
- Il fuoco dell’invenzione, Effatà, 2005
- Noi, voi e l'Islam. Lettera aperta all'Europa sulla libertà, Fondazione Liberal, 2005
- Coltivare la libertà. Riflessioni sull'ecologia morale (con B.C. Anderson, F. Felice e G. Amalfitano), Rubbettino, Roma 2006
- Nessuno può vedere Dio. Il destino comune di atei e credenti, Fondazione Liberal, 2010